# BeerBong
I BeerBong sono un gruppo musicale melodic hardcore punk italiano formatosi nel 1995 a Gorizia.

## Storia del gruppo
Nacquero tra il 1994 e 1995 nei pressi di Gorizia dalla passione di Paolo (ex Censura) ed Andrea (ex Grezo Kaos) per l'hardcore punk melodico di matrice americana (Bad Religion, NOFX, Lagwagon).
Fu scelto, come primo nome del gruppo, 15 Years Down, come celebrazione dell'anno ufficiale di fondazione dei Bad Religion, il 1979.
Dopo il demo live in cassetta Banfi's Law del 1996, seguì Crash (1997), il primo EP del gruppo, contenente 8 tracce e supportato da una lunga ed intensa attività live in varie zone d'Italia.
Alla fine del 1998 il loro brano Against Myself viene selezionato per la compilation 30 Onces of Punk dell'etichetta canadese Identity Recors in compagnia di band come Millencolin e Ten Foot Pole.
Nel 1999 la EveryBodyLoves Records, etichetta indipendente Americana, produce il primo album: Fast And Comfortable, contenente 14 tracce.
Subito dopo l'uscita dell'album, Andrea viene sostituito da Alan Salgarella. Segue un tour in Germania, Svizzera, Austria e Slovenia.
Nel 2001 esce, dalla coproduzione della canadese Identity Records e Agitato Records, l'EP di 6 tracce Business Called Fun.
Il gruppo prende parte ai concerti italiani dell'Agitato Festival e compie un tour di 20 date nella West-Coast canadese. Nel frattempo la giapponese Bullion Records (The Ataris, The Vandals, Useless ID) produce e ristampa entrambi i dischi della band in un unico album, per un totale di 21 tracce. Questa versione giapponese prende il solo nome di Fast and Comfortable.
Nel marzo del 2003 Simone lascia la band.
Subentrano a lui Lorenzo e Federico, rispettivamente voce e chitarra.
Nel 2004 esce BeerBong, prodotto da Wynona Records e Ammonia Records con distribuzione Sony Music. Esce anche in Giappone sotto Bullion Records e negli Stati Uniti sotto Bong Records.
L'album viene registrato presso lo Studio 73 di Ravenna dal produttore Paso, mentre viene masterizzato presso i Capitol Studios a Hollywood da Mark Chalecki (Megadeth, The Vandals, Less Than Jake).
Il successivo tour tocca Italia, Germania, Austria, Belgio e Paesi Bassi.
Poco dopo la band compie un tour in Giappone nel gennaio 2006.
Sempre nel 2006, il batterista Paolo Crimi entra a far parte della formazione della band Thrash metal milanese Extrema.
Il 17 novembre 2006 esce l'album Murder Party, sotto Ammonia Records per l'Italia, Bullion Records per il Giappone e IQ Music per i Paesi Bassi; anche questo è stato registrato presso lo Studio 73 di Ravenna dal produttore Paso.
Subito dopo la pubblicazione di Murder Party i Beerbong partono per un tour in Italia e Spagna.
Nel 2013 Zangheri, Salgarella e Tanzi formano i Dead Drops.
Nel 2018 sono tornati con il quarto disco Future Behind Us.

## Formazione

### Formazione attuale
- Paolo Crimi – batteria
- Massimo Gois – chitarra
- Simone Zuin – voce, chitarra
- Thomas Cristofoli – basso

### Ex componenti
- Andrea Fumis – basso elettrico (1995-1999)
- Lorenzo Zangheri – voce (1999-2003)
- Federico Tanzi – chitarra (1999-?)
- Alan Salgarella - basso elettrico (1999-???)

## Discografia

### Album in studio
- 1999 – Fast And Comfortable
- 2004 – BeerBong
- 2006 – Murder Party
- 2018 – Future Behind Us

### EP
- 1997 – Crash
- 2001 – Business Called Fun

### Demo
- 1996 – Banfi's Law